# Mur de nuages
Le mur de nuages ou nuage-mur, appelé wall cloud en anglais, est un renflement nuageux en forme de piédestal sous un orage. Il indique la position du courant ascendant dans le nuage et il est souvent associé avec une rotation de l'air entrant dans ce dernier. On peut donc retrouver une tornade près de cet appendice nuageux,. On le retrouve donc le plus souvent sous un cumulonimbus mais parfois sous un cumulus bourgeonnant. Selon la nouvelle version de l'Atlas international des nuages qui était en préparation en 2016 et qui fut publiée en mars 2017, le nom officiel est devenu murus,.
Il convient de distinguer ce mur de nuage de la barrière de nuages (ou nuage étagé), un des types d'arcus que l'on retrouve sur la bordure avant de l'orage et qui ressemble lui aussi à un mur.

## Formation

Morphologie d'une supercellule vue du sud-ouest vers le nord-est dans l'hémisphère nord.

Le mur de nuages se forme dans le courant ascendant du nuage, à la rencontre entre l'air humide ambiant et l'air plus froid de la goutte froide provenant du courant descendant humidifié par des précipitations. Cet air est donc plus près de la saturation que l'air ailleurs sous l'orage. Il se condense ainsi à plus basse altitude que le reste du nuage en s'élevant,.
On rencontre généralement ces conditions dans le flanc arrière droit d'un orage supercellulaire où le courant descendant du flanc arrière et le courant ascendant, venant de l'environnement, se rencontrent ainsi que l'humidité venant du courant descendant du flanc avant. Le mur de nuage peut se former directement à la base du cumulonimbus ou à partir de stratocumulus déchiquetés qui se joignent en s'élevant. Il varie grandement en diamètre et peut être aussi petit que 250 mètres ou aussi large que 8 km.
Bien que le mur de nuages ne soit pas toujours associé avec une tornade, le cisaillement entre les deux courants d'air qui le forment augmente une rotation que l'on nomme mésocyclone. S'il y a resserrement de cette rotation, comme pour un patineur qui ramène ses bras, une tornade pourra se développer vers le sol.

## Caractéristiques

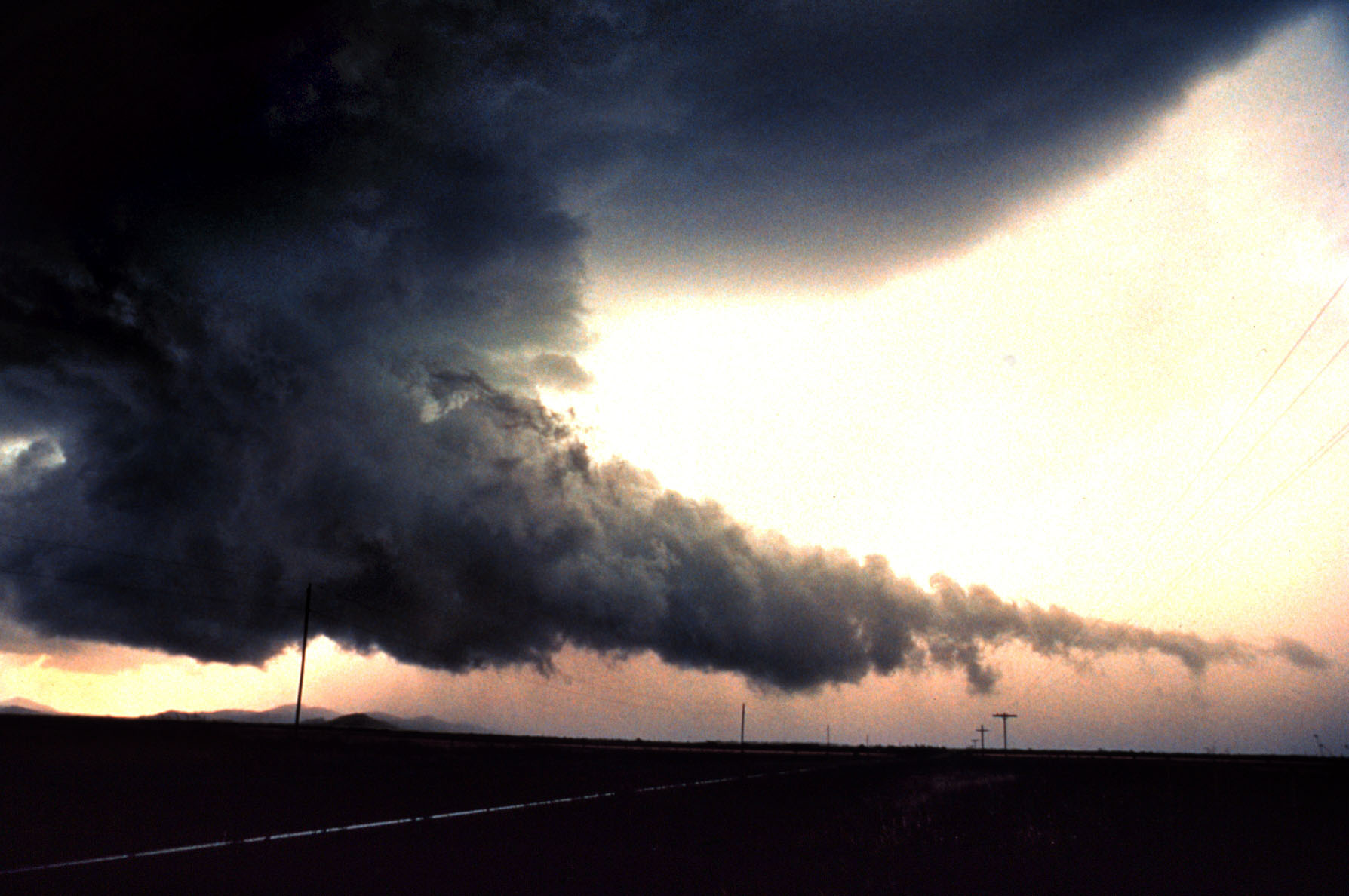
Un mur de nuage avec une queue (Cauda)

L'air sous le mur de nuages est exempt de précipitations (pluie ou grêle) car l'air y est en ascension. Certains ont un œil. La plupart ont une queue, surtout dans un environnement très humide, de stratocumulus fractus qui s'étend vers la zone de précipitations. Cette queue, appelée cauda,, est une extension du mur qui se forme pour les mêmes raisons.
Une autre caractéristique du nuage-mur est appelée flumen. Il s'agit de bandes de nuages bas fragmentés associées à une supercellule et disposées parallèlement aux vents de bas niveau se déplaçant vers la supercellule comme dans le cas du cauda. Les flumen ne sont cependant pas attachés au murus et la base du nuage est plus élevé que celui-ci. Il est appelé communément une « queue de castor » à cause de son aspect relativement large et plat rappelant celle d'un castor.
Finalement, quelques murs de nuages ont également des fragments nuageux en rotation à leur sommet, près de la base de l'orage, ce qu'on appelle le collet.

## Mur de nuages et barrière de nuages
La confusion entre mur de nuages et barrière de nuages (ou nuage étagé) est une méprise fréquente. La barrière de nuages est un des types d'arcus qui se forme le long du front de rafales d'air descendant de l'orage. Il se trouve donc sur le bord avant du système. Il est associé avec de forts vents linéaires (rafale descendante), qui s'éloignent du nuage, et des précipitations.
Au contraire, le mur de nuages se retrouve plutôt vers l'arrière du cumulonimbus, dans de l'air ascendant et sans précipitations. L'air ambiant se dirige vers ce mur.

## Détection et temps violent

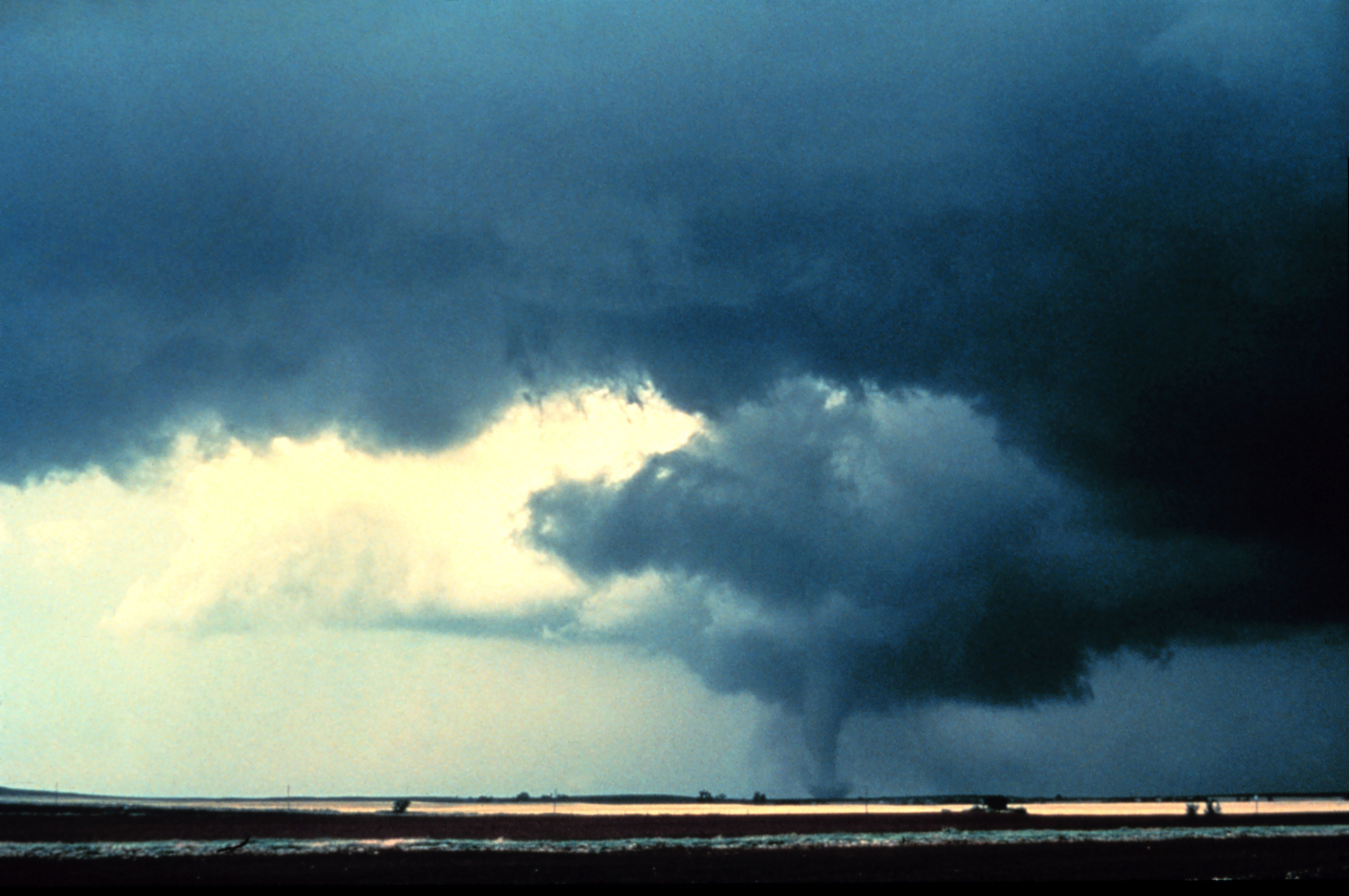
Un mur de nuages associé sous un orage tornadique. On voit l'éclaircie causée par le courant descendant arrière. Photo prise dans le comté d'Alfalfa en Oklahoma

L'association entre le mur de nuages et l'apparition de tornades fut faite en premier par le météorologue Tetsuya Théodore Fujita. Il nota que ces murs de nuages sous un orage supercellulaire, et parfois sous des orages multicellulaires, peuvent montrer des signes de rotations ce qui indique la présence d'un mésocyclone. L'apparition d'un mur en rotation persistant, avec un fort mouvement ascendant, précède généralement l'apparition d'une tornade de dix à vingt minutes,. Cependant, le préavis ne peut être que de quelques minutes ou de plus d'une heure. On remarque que le taux de rotation et le mouvement vertical de ces nuages accélèrent juste avant la tornade suivi d'une concentration du nuages et d'une extension vers le sol. L'intensité de la tornade est souvent proportionnelle au diamètre du mur.
Ce ne sont cependant pas tous les murs de nuages en rotation qui sont associés avec le développement d'une tornade, seulement de 10 à 15 %. Il faut en général qu'un courant d'air descendant apparaisse dans la partie arrière de l'orage, amenant de l'air froid et sec d'altitude. On voit alors une éclaircie derrière le mur. L'air descendant entre en interaction avec le courant ascendant en rotation et augmente cette dernière. Une fois que le courant descendant encercle complètement celui ascendant, l'entrée d'air du nuage est coupée et la tornade cesse. Ces observations sont également visibles dans les données d'un radar météorologique. Le mésocyclone est détectable dans les données de vitesses et dans les réflectivités on peut noter la présence d'un écho en crochet.
La présence d'un mur de nuages n'est pas toujours visible pour un observateur au sol. En effet, les travaux du docteur Fujita ont été faits sur des supercellules classiques dans les Grandes Plaines américaines. Celles-ci se forment dans un environnement relativement sec à bas niveau et ont généralement une base à plus de 2 km d'altitude, ainsi des zones de précipitations et de courant ascendant séparés et très bien définies. Dans le cas de supercellules à fortes précipitations, le plafond est beaucoup plus bas et les zones sont moins bien séparées ce qui rend le mur de nuage moins visible pour un observateur. C'est la même situation quand la masse d'air de surface est très humide, comme cela se produit dans des climats plus maritimes. Ainsi la détection visuelle de murs de nuages est la plupart du temps impossible dans l'est du continent nord-américain ou en Europe.